# Berezovîi Hrud, Luhînî
Berezovîi Hrud (în ucraineană Березовий Груд) este un sat în comuna Budo-Litkî din raionul Luhînî, regiunea Jîtomîr, Ucraina.

## Demografie
Componența lingvistică a localității Berezovîi Hrud
     Ucraineană (97,74%)
     Rusă (1,69%)
     Alte limbi (0,56%)
Conform recensământului din 2001, majoritatea populației localității Berezovîi Hrud era vorbitoare de ucraineană (97,74%), existând în minoritate și vorbitori de rusă (1,69%).